# Xã Middlebury, Michigan
Xã Middlebury (tiếng Anh: Middlebury Township) là một xã thuộc quận Shiawassee, tiểu bang Michigan, Hoa Kỳ. Năm 2010, dân số của xã này là 1.510 người.